# Nina Simone at Newport
Nina Simone at Newport è un album live della cantante e pianista jazz Nina Simone registrato nel 1960 al Newport Jazz Festival e pubblicato il medesimo anno dalla Colpix Records.

## Tracce
Lato A
1. Trouble in Mind – 5:32 (Richard M. Jones)
2. Porgy (Blues for Porgy) – 5:10 (Dorothy Fields, Jimmy McHugh)
3. Little Liza Jane – 4:53 (Tradizionale, arrangiamento di Nina Simone)
4. You'd Be so Nice to Come Home To – 5:40 (Cole Porter)

Durata totale: 21:15
Lato B
1. Flo Me La – 6:50 (Tradizionale, arrangiamento di Nina Simone)
2. Nina's Blues – 6:03 (Nina Simone) – Brano strumentale
3. In the Evening by the Moonlight – 6:20 (Tradizionale, arrangiamento di Nina Simone)

Durata totale: 19:13

## Musicisti
- Nina Simone - voce, pianoforte
- Al Schackman - chitarra
- Chris White - contrabbasso
- Robert ''Bobby'' Hamilton - batteria